# Evangelische Hochschule Dresden

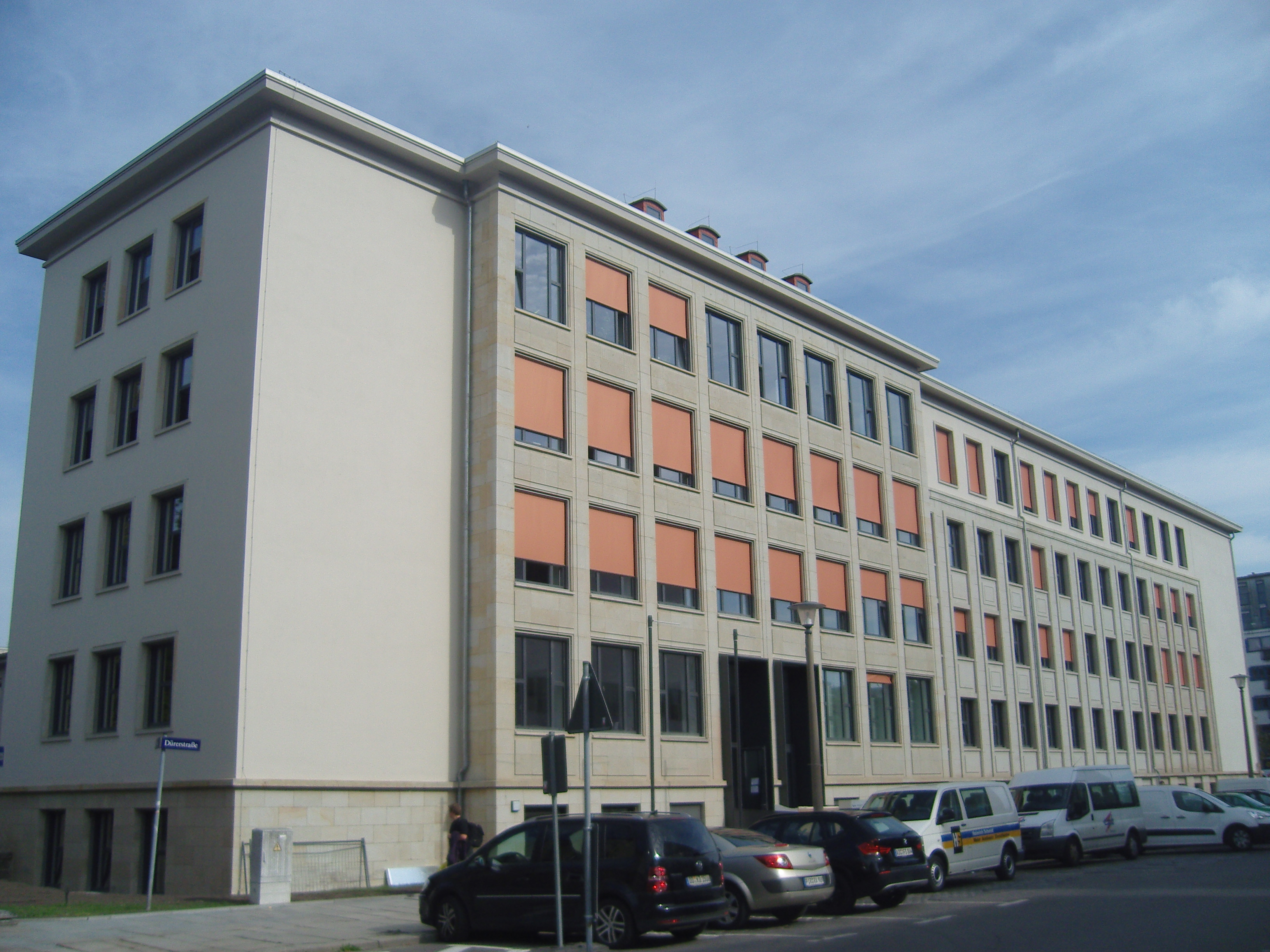
Evangelische Hochschule Dresden

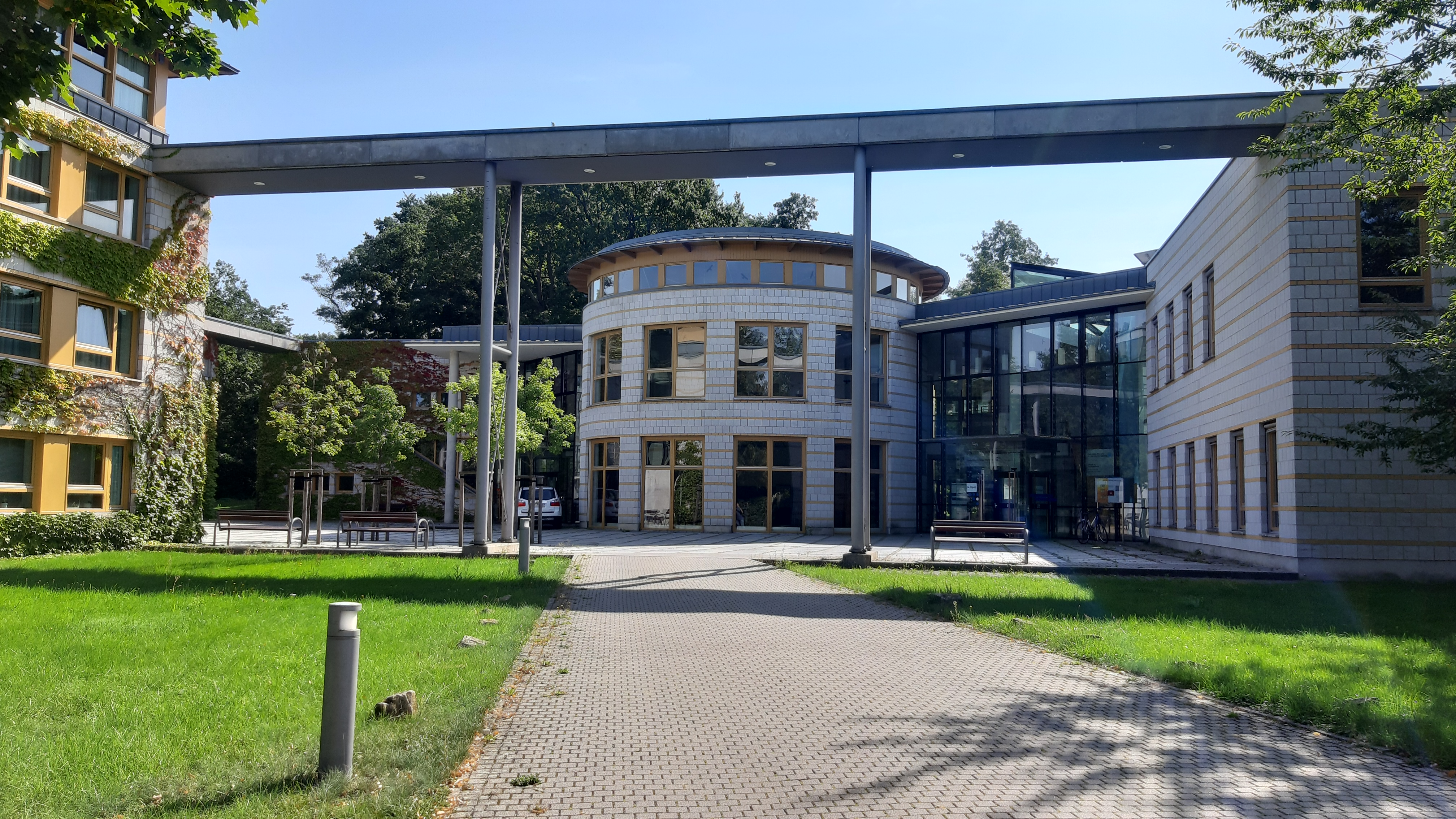
Evangelische Hochschule Dresden - Campus Moritzburg

Die Evangelische Hochschule Dresden – University of Applied Sciences for Social Work, Education and Nursing, kurz ehs Dresden, ist eine Stiftungshochschule in Dresden, die vom Land Sachsen und der Evangelisch-Lutherischen Landeskirche Sachsens gemeinsam finanziert wird.

## Studiengänge
- Soziale Arbeit (B.A.), Vollzeitstudiengang oder berufsbegleitender Studiengang
- Soziale Arbeit (M.A.), Vollzeitstudiengang
- Pflege (B.Sc.), praxisintegrierender Vollzeitstudiengang
- Pflege, Schwerpunkt: Praxisentwicklung (B.Sc.), berufsbegleitender Studiengang
- Pflege, Schwerpunkt: Community Health Nursing (CHN) / Advanced Nursing Practice (ANP) (M.Sc.), berufsbegleitender Studiengang
- Kindheitspädagogik (B.A.), Vollzeitstudiengang
- Kindheitspädagogik, Schwerpunkt: Führen und Leiten (B.A.), berufsbegleitender Studiengang
- Sozialmanagement (MBA), Weiterbildungsmaster, Fernstudium
- Beratung (Master of Counseling), berufsbegleitender Weiterbildungsmaster
- Evangelische Religions- und Gemeindepädagogik (B.A.), Vollzeitstudiengang am Campus Moritzburg

## Geschichte
Die Fachhochschule wurde 1991 als Stiftung unter dem Namen Evangelische Hochschule für Soziale Arbeit (FH) gegründet; Gründungsrektor war Ulfrid Kleinert, der dort bis zu seinem Ruhestand 2006 lehrte. Seit 2011 hat sie ihren Sitz auf dem Gelände der früheren Ingenieurhochschule Dresden an der Dürerstraße im Stadtteil Johannstadt.
Am 19. Juni 2020 wurde die Evangelische Hochschule Dresden mit der Evangelischen Hochschule Moritzburg zusammengelegt und besitzt seitdem einen Campus in Moritzburg.

## Lehrende
- Herbert Effinger (* 1951), Sozialpädagoge und Sozialarbeitswissenschaftler
- Ralf Evers (* 1965), Theologe und Sozialwissenschaftler
- Christian Kahrs (* 1961), Religionspädagoge
- Ruthard Stachowske (* 1957), Kinder- und Jugendlichenpsychotherapeut und Sozialpädagoge